# Sagalitteratur

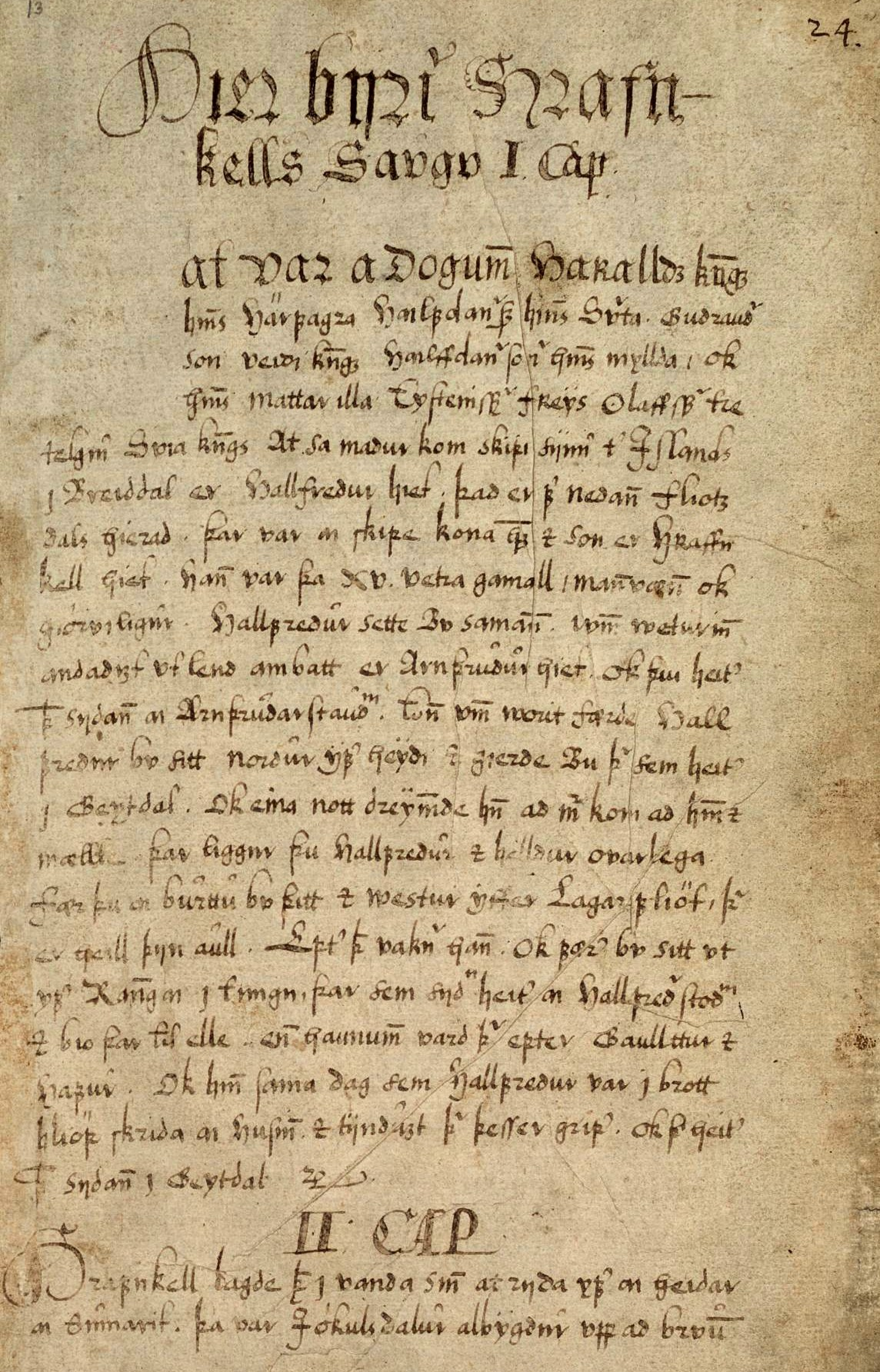
Första sidan av Sagaen om Ramnkjell Frøysgode efter ett manuskript från 1600-talet, nu bevarat på Árni Magnússon-institutet.

Sagalitteratur (från fornnordiska saga, flera sögur = berättelser) är en berättande historia från Norden, framförallt Norge och Island, men också från andra platser i de fornnordiska områdena. Sagalitteraturen, som till stor del bygger på en lång tradition av muntligt överförda berättelser, skrevs ner mellan 1120- och 1400-talet. Sagalitteraturen omfattar såväl nyktra redogörelser för nyss inträffade historiska händelser som fantastiska berättelser med magiska inslag som utspelar sig i ett mytiskt förflutet.

## Fornvästnordisk litteratur
Förutom sagalitteraturen omfattar den fornnordiska litteraturen från perioden tåtar (korta anekdot-berättelser), fornnordisk poesi och skaldediktning, såsom Poetiska Eddan, Hávamál och Völuspa, där framförallt legendariska och mytologiska ämnen fann sin konstnärliga form. Dessutom hade man också i fornnordisk tid muntlig litteratur som sagor, sägner och från slutet av 1200-talet ballader.
Sagalitteratur kan delas in i olika undergrenar. Det finns bara runt 40 för just sagalitteratur, beroende på hur man räknar, utöver de övriga sagorna, konungasagor, religiösa sagor och korta sagor. Dock uppskattar man att så mycket som 90 % av allt material har gått förlorat. Sagalitteraturen är episka prosatexter i den fornnordiska litteraturen, även om den också stöder sig på skaldlitteratur och kortare eller längre poetiska verk, både som referens och som viktigare bärbjälkar i berättelsen. Speciellt tydligt visas detta när berättelsen handlar om en skald, så som det är med Egil Skallagrimsson i Egils saga.
Sagalitteraturen skildrar heroiska handlingar och har sitt grundval i historieskrivningen. Den skrevs med en kännetecknande sträng objektivitet i en knapp, tättskuren stil om samhällets främsta män och kvinnor, och speciellt deras ätter. Sagans personer var ofta vikingar på resa utomlands eller i våldsamma konflikter i sitt hemland. Berättelserna var ofta hämtade från historiska, faktiska personer, vanligtvis realistiskt berättade, trots de legendariska sagorna, sagorna om helgon och biskopar och översatta eller omskrivna europeiska romanser.
Sagalitteratur har beskrivits som den enda unika litteraturen som Norden har givit till världssamfundet. "Det bästa av dem (sagorna) har en framskjuten plats i all världens berättarkonst." En lärobok från Oxford menar att "Sagorna är medeltidens mest framgångsrika lokala prosa (...) Skandinaviens största bidrag till världslitteraturen." Den svenska filologen Peter Hallberg menar att man "utan överdrift kan beteckna dem (sagorna) som Nordens enda samlade originella insats i världslitteraturen". 

## Sagans upprinnelse

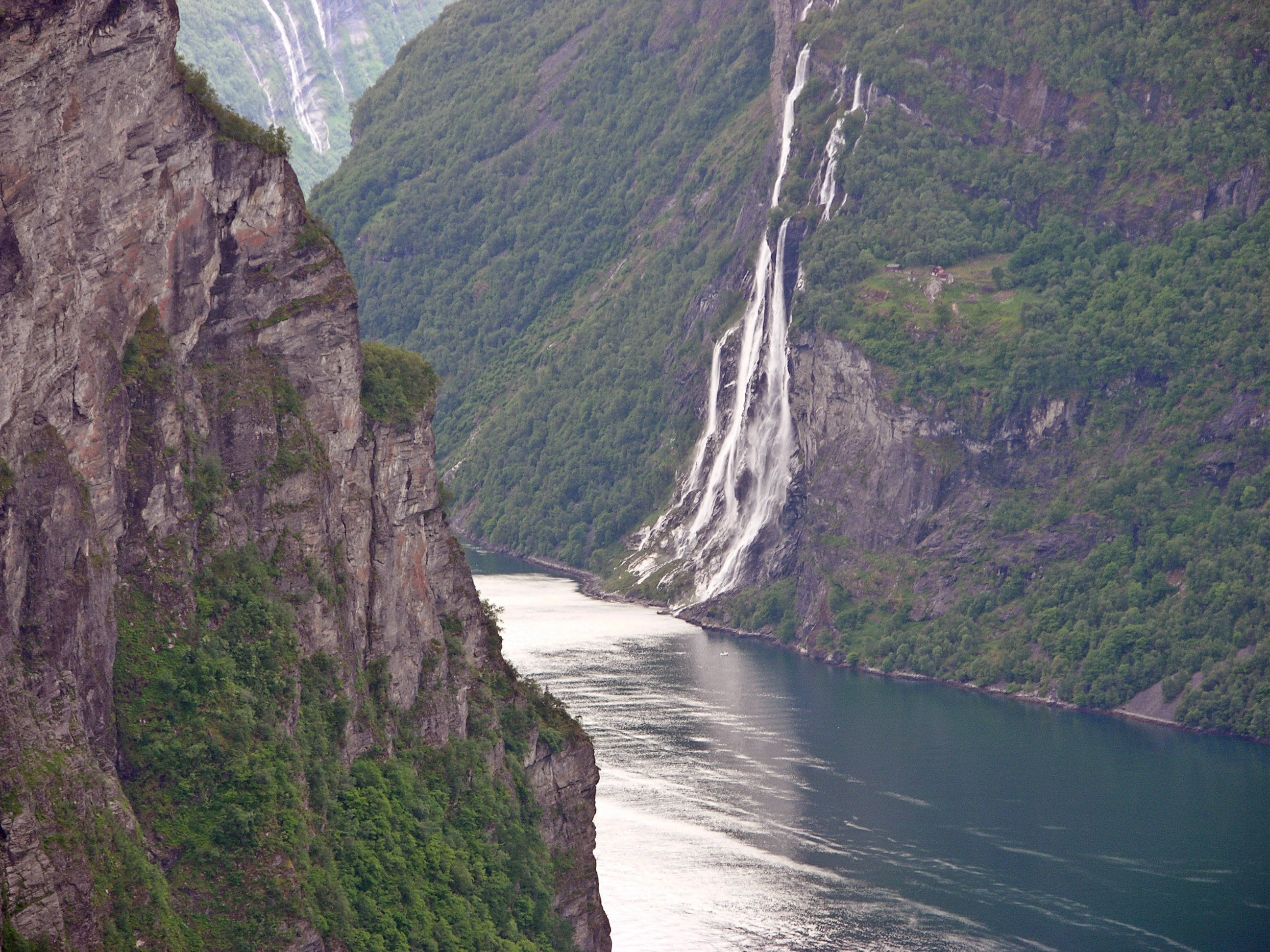
Sagan var som fjällen i de landskap de handlade om eller uppstod bland; renskurna, hårda och unika. Utsikt mot de sju systrarna i Geirangerfjord

Ordet saga är besläktat med "att säga", "sa", motsvarande "say" i engelska och "sagen" i tyska språket. Det fornnordiska begreppet saga kommer av "vad som är sagt", något som har utvecklats till att betyda "berättande" och "historia", eller mer formellt "episk prosatext av en viss längd". Saga som begrepp refererar vanligtvis till den historiska epok då texterna skrevs ned (mellan 1120- och 1400-talet) och med en handling från den historiska epoken mellan Landnámsöld (800-talet) och till 1100-talet som kallas sagatiden, Söguöld.
Den italienska semiotikern och författaren Umberto Eco formulerade i avsnittet Återtagande typografi i vilken grad återtagandet visas i skönlitteraturen, tryggheten av att samma kommer tillbaka, och menar att i sagan är det en rad händelser som skenbart är nya. Det som ändras är att sagans personer blir äldre; de föds, de lever och de dör, och det samma fortsätter i nästa släktled, potentiellt in i det oändliga. Samtidigt som sagan hyllar tidens gång, är det samma historia som kopieras, och den blir således tidlös. Sagan utspelar sig som en rät linje, eller som ett träd, från stammen sträcker grenarna ut sig i ättens olika medlemmar. 
I utgångspunkten refererar de flesta sagorna till faktiska, historiska händelser och faktiska, historiska gestalter, men hur det faktiskt framställdes och uppfattades då det skrevs och vad dagens moderna läsare kräver av den samma verkligheten är inte nödvändigtvis överensstämmande. Mycket av dagens litteratur- och historieforskning på sagalitteraturen fokuserar på vad som är historia och vad som är fiktion.
I motsats till i Norge, där kungen bröt ner gamla ätter och skapade nya hövdingar, behövde sagokaraktärerna kunna följa sin ätt tillbaka till 800-talet för att kunna hävda sin rätt på Alltinget. På samma sätt var det viktigt att kunna följa ätten tillbaka till "gamlelandet" när islänningen reste till Norge för handel, eller för att söka tjänster som skald eller i hirden.

### Friprosa eller bokprosa?
Sagalitteratur som vi känner den är en skriftlitteratur, men var sannolikt baserad på en muntlig tradition som gick flera hundra år tillbaka i tiden från att den skrevs ned. Denna uppfattning kallas för "friprosa-läran", och den motsatta uppfattningen, som kallas "bokprosaläran", hävdar att de olika nivåerna av konstnärlig komposition och berättarteknik pekar på en rikt "utviklet" bokkultur med en självmedveten författare som skapat en konstnärlig roman.
Båda uppfattningarna kan vara lika riktiga och inte nödvändigtvis varandras motsatser, det kan ha varit en rik muntlig tradition som kultiverats av en författare vid nedskrivningen. Det råder, i stort sett, enighet om att varje saga måste värderas var för sig i denna fråga. Sagorna ger själva spår av en muntlig tradition; i Sturlunga saga berättas det att gästerna under ett bröllop underhölls "med danser, brytning och berättelser". I Morkinskinna i Sagan om Harald Hårfager är det ett inslag där en isländsk berättare, en sagnamann, underhåller kungen och hans män varje kväll under en julfest, och han orkar berätta historien så att den varade genom hela den tolv långa dagar festen, vilket visar längden och omfånget av den muntliga berättelsen. Sturla Tordsson, en systerson till Snorre Sturlasson, underhöll 1263 en vresig kung, Magnus Lagaböter och hans danska drottning Ingeborg Eriksdotter genom att berätta Huldar saga om en trollkärring, och berättade den så bra att kungen blev blidkad.

### Säreget isländskt eller fornnordiskt kulturarv?

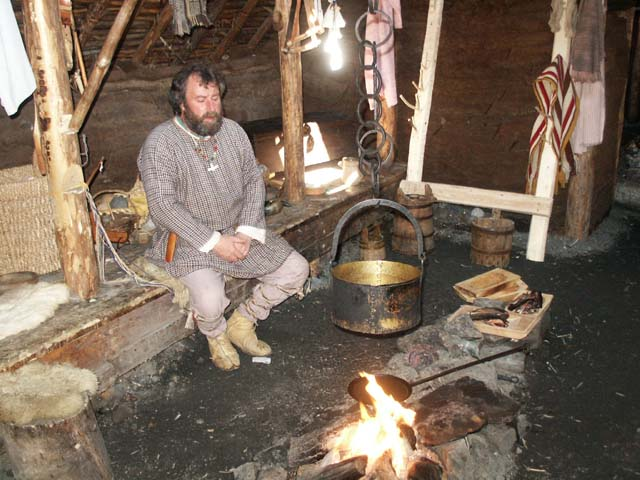
Antagligen var sagorna byggda på den rika muntliga berättartraditionen i Norden. Här från en rekonstruktion på Vinland i Newfoundland.

Många sagor bygger också på andra sagor som sedan har försvunnit in i historiens mörker. Antagligen var det också en rik sagolitteratur som skrevs i Norge mellan 1100-talet och 1200-talet, kanske speciellt i Nidaros, men som sedan har gått förlorat. De flesta sagor som överlevt har funnits på den isländska landsbygden inom loppet av en tioårsperiod av Árni Magnússon (1663-1730), professor på Köpenhamns universitet, och tagits med till Danmark på slutet av 1600-talet och senare. I Köpenhamn gick några förlorade i den stora branden 1728, men en stor del levererades tillbaka till Árni Magnússon-institutet i Reykjavik 1971.
I och med att de flesta sagor som har överlevt skrevs av folk som hade flyttat till Island eller som var födda på Island finns det många som hävdar att sagan är uteslutande en isländsk litteratur. Andra menar att det är omöjligt att skilja mellan norsk och isländsk litteratur och att det måste kallas fornnordisk litteratur, som i och för sig också innefattar Sverige och Danmark. Island befolkades av människor från Norge med en motsvarande kulturell bakgrund, vad gäller levnadssätt och tankesätt som de som bodde i Norge, vilka i sin tur låg kulturellt mycket nära befolkningen i Sverige och Danmark. Under den tiden då sagorna skrevs var också Island en del av Norgesväldet och kyrkligt låg Island under ärkebiskopen i Nidaros från att det upprättades 1152. En stor del av sagornas innehåll och ämnen omfattar Norge, i särställning står Snorre Sturlassons Sagorna om Norges kungar, men några texter har också haft ursprung på Västerhavsöarna som Orkneyöarna eller Färöarna, och ett par så långt borta som på Grönland. Ganska många sagor, i synnerhet fornaldarsagorna, berättar även om händelser som utspelar sig i Sverige och Danmark och involverar karaktärer som skall ha varit bosatta i dessa länder. 
Gemensam fornnordisk kultur ska emellertid inte förringa den enastående ställningen som Island har som leverantör av ett av de märkligaste och mest unika bidragen till världslitteraturen. Under medeltiden var Island bara jämförbart med Irland, en annan ö i Nordhavet. Att det lilla primitiva samhället på medeltidens Island kunnat frambringa en skriftlitteratur av såpass hög klass är unikt i världshistorien. Nästan all kultur har frambringats av ett ekonomiskt överskottssamhälle, som till exempel italienska renässansen, fastän Island också krävde en viss ekonomisk förutsättning för att ge grund för sagalitteraturen. Under 1300-talet drabbades Island av vulkanutbrott, sjukdomar, epidemier och hungersnöd, handeln kom i främmande händer och hela landet sjönk ner i fattigdom. Samtidigt ebbade sagalitteraturen ut, sannolikt som en konsekvens, men också för att det kulturella och fruktbara spänningsfältet mellan gamla och nya ideal, hedendom och kristendom, inte längre var där.

### Aristokratisk litteratur

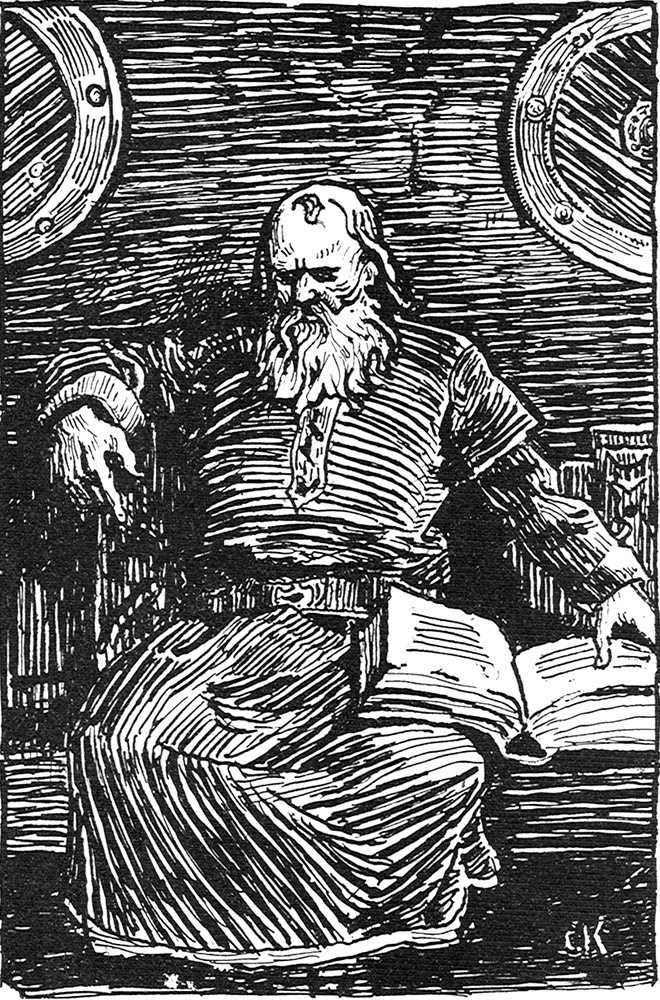
Snorre Sturlasson, kanske den största sagaskribenten, porträtterat av Christian Krohg.

Island låg i Europas ytterkant, men var aldrig helt isolerat. Inom loppet av 1100- och 1200-talet växte det fram en litterär miljö - Islands "lärda tidsrymd". Författarna tillhörde den isländska överklassen. På de flesta gårdarna fanns det prästlärda hövdingar, "godar", det vill säga både hövding och präst. Dessa hade en del i tidens europeiska anda och dess vetenskapliga litteraturen via Norge. De framställdes som världsliga ledare och "godord" samtidigt som de var förlängningen av den gamla ordningen med att leda blotningen. Gode betyder att vara "den som talade med gudarna". Vissa av sagorna vittnar om att de isländska sagaskribenterna försökte skapa en syntes av sin egen kristna tro och den gamla hedniska traditionen. Paradoxen var att då hedendomen och asatron försvann betydde det samtidigt att författarna förlorade grundvalen för sin egen diktning.
Några av författarna har sannolikt också studerat i Europa. Ett exempel på direkt kontakt var att Snorre Sturlasson togs väl omhand av hertig Skule Bårdsson och kung Håkon Håkonsson i Norge och förmyndarregenten Birger jarl i Sverige. "Det skrevs avhandlingar om grammatik, astronomi och geografi; det översattes eller kompilerades verk om tideräkning och läkekonst, och man översatte predikningar, helgonbiografier och latinska historieverk." Många av de litterära verken hade direkta impulser från europeisk, kontinental litteratur. Litteraturforskningen har påvisat åtskilliga spår av belästhet, men samtidigt framträder sagorna i sin helhet som en självständig litterär bedrift.
Sagaskrivningen var inte bara realistisk och faktiskt historieskrivning, men också ett dyrkande av höviska ideal om hur män och kvinnor skulle uppträda. I slutet av perioden, när författarna skrev om samtidens händelser i Sturlungatiden, uppkallad efter tidens mest betydelsefulla släkt, ändrar sig detta markant. I Sturlunga saga där största delen skrivits av en framstående medlem av släkten själv, Sturla Tordsson, är det påfallande i vilken grad de höviska detaljerna saknas. Här är det färre bevingade ord och korta beskrivningar om kluvna skallar, men omfångsrika och närapå motbjudande detaljer om hur man återkommande gånger hamrar på en man som ligger ner, gärna flera åt gången. Det är kanske en sannfärdig bild av Sturlungatidens moraliska förvirring där medlemmar i samma släkt dräper varandra, såsom exempelvis Snorre Sturlasson dräptes av sin egen svärson.
I slutet av sagans gyllene tidsålder flyttades också mycket av författandet in i klostren, och från aristokratiska ättesagor och upphöjda konungasagor vändes fokuset nu till religionens sagaskrivning.

### Från latin till fornnordiska folksagor
De första texterna som funnits var kristna texter på latin. Den äldsta är en liten berättelse om Olav den helige som kom till England från Norge runt 1050, bara tjugo år efter helgonkungens död. Omkring 1170 samlades legenden om honom i en bok, Passio et miracula beati Olavi, som spreds över hela Europa. Viktigare än religiösa legender var de första historiska verken som Sæmundr fróði  (1056-1135) skrev om den norska konungaätten från Harald Hårfager och till Magnus den gode på latin med särskild vikt på kronologin. Verket har dessvärre gått förlorat. Runt 50 år senare, mellan 1160-1190, skrev den norska munken Theodoricus monachus en motsvarande Norgehistoria på latin, Historia de antiquitate regum Norvagiensium, som kortfattat berättar om de norska kungarna fram till och med kung Sigurd Jorsalafarare. Den äldsta sagan om de norska kungarna på fornnordiska är likväl Ágrip af Nóregs konunga sögum författat av en norrman i Nidaros cirka 1190.
På 1000-talet blev de norska landskapslagarna nedtecknade och sommaren 1117 vidtog Alltinget att Islands lagar skulle "skrivas i bok" och då måste man använda det språk som folk talar. Are Frode, Ari Þorgilsson (1067-1148), var den första vi känner till som skrev historia på fornnordiskt språk. Mellan 1120 och 1133, runt hundra år före Snorre Sturlasson, skrev han Isländingaboken i två utgåvor om Islands historia. Den äldsta (som gått förlorad) innehöll också en förteckning över kungarna i Norge och var den första som gav en säker kronologi som senare sagoberättare drog nytta av. Boken är inte bara nykter och muntlig, men också trovärdig. Under samma tid skrevs också Landnamsboken. Den listar 400 landnámsmän (nybyggare från Norge) och varifrån de kom, var de slog sig ner, vem de gifte sig med och deras efterkommande. Landnámabók var en ovärderlig källa för de senare sagoberättarna. På Þingeyraklaustur (ett kloster) översatte munkarna helgonberättelsen från latin till fornnordiska, och på fornnordiska blev de till sagor.
Den äldsta rena sagan som vi känner till är Hryggjarstykki, skriven av Eiríkur Oddsson runt 1160. Eiríkur var en uppsökande författare som reste till Bergen och bodde där en längre tid. Verket var en norsk samtidshistoria och har senare gått förlorad, men den omtalas och är delvis inlagd i Morkinskinna som Snorre Sturlasson använde som källa.

### Fysiska förutsättningar
Runor kunde kanske användas för korta "kvad" och lösa visor, men latinska bokstäver var ett villkor för sagorna. De första prästerna kom från England med Olav Tryggvason och norsk handskrift baserades därför på den anglosaxiska, i motsats till Danmark som influerades av tyska präster. Latin kom till Island från Norge med prästerna då alltinget under år 1000 beslutade att Island skulle övergå till kristendomen. Ett biskopssäte upprättades på Skálholt i syd runt 1050 och ett annat på Hólar i norr runt 1100. Utländska lärare undervisades i latin, musik och diktkonst. Lagarna skrevs ned mellan 1117-1118, men antagligen togs folkspråket i bruk före den tiden. Den första grammatiska avhandlingen kom 1150 och bekräftar att folk både läste och skrev. Skrivkonsten användes till nytta, forskning och upplärning innan den användes till att skriva berättelser.
Den stora isländska forskaren Sigurður Nordal har räknat på vad Islands litterära mirakel betydde för dess befolkning på kanske knappt 70 000 invånare: Islänningarnas jordbruk baserades på tamfår och boskapsskötsel, och de odlade inte korn (som importerades från Norge), vilket gav lite tröskning om hösten och långa vintermånader med mycket fritid till skrivning för männen. För att få tillräckligt pergament till skrivningen och inte minst mångfaldiga dem krävdes det runt ett par hundra till tusen kalvar, och denna lyx kunde inte ha varit möjlig om inte den bästa pergamenthuden kom från helt unga kalvar som knappt hade något annat värde. Om Island hade behövt importera pergament hade det antagligen aldrig skrivits några sagor.

## Stil och tema i sagalitteraturen

### Hårdkokt prosa
Redan i Landnamsboken, som i stort sett är en torr uppradning av namn och ställen, finns det drag från det som uppfattas som sagastilen vid att texten bryts av små episoder. Dessa episoder är renskurna dramatiska episoder som bygger på verklighetsnära situationer. På ett ställe berättas det om en son som motsatte sig att hans mor, som var änka, gifte sig på nytt och slog ihjäl friaren. Sonen till den döda friaren överfaller då denna och dräper honom: "De möttes på Merkhraun ovanför Mork vid Helgahvall. Helge var då tillsammans med två män; de kom från Eyrar. Där föll Helge och en av hans män och en på Teitrs sida. De dråpen gjorde att det blev jämnt."
Den korta referatstilen är karaktäristisk för den senare sagalitteraturen. Utan mycket onödigt tjafs blir handlingen upptagen i en skarp kontur som berättar vad som skedde och avslutar med en tystlåten slutsats. Sagorna tenderar till att luta sig mot det opersonliga, kort och kvickt, utsträckt bruk av underdrivningar (litoteser), och utan större förklaring varför. Författaren eller nedtecknaren kommenterar sällan handlingen eller varför det som sker sker. Figurerna är ofta bara skissartat introducerade. "Det var en mann vid namn..." följd av en kort biografi, släktlistan, och de förhållande som finns till andra figurer i sagan, och när intet mer kan sägas står det ofta "...och så var han ute ur sagan."
Den fornnordiska litteraturens prosa är utan dekor och poetiska värdering och skiljer sig från den latinska, förkonstlade prosan på kontinenten. På den motsatta sidan var skaldens kvad den fornnordiska prosans motsättning: invecklad, omständlig och berättad i koder. I dagens isländska litteratur är det egendomligt skarp skillnad mellan prosa och poesi, konstaterar den svenska sagoforskaren Peter Hallberg. Sagorna avvisas med pyntord. En mening som "Han drog sitt skarpa svärd" är ovanliga i sagorna som istället innehåller meningar som "Han drog svärdet. Det var ett skarpt vapen."
Det finurliga och underliggande är däremot ofta närvarande i texten, stundom också med humoristiska spår och då kanske först och främst i dialogen och den kvicka repliken. I Njáls saga är det en episod där en liga har omringat Gunnar Hámundarsons hus för att dräpa honom, och en av dem klättrar upp i huset för att se om han är hemma. Genom takluckan får han Gunnars atgeir (en form av yxa) i magen. Han tumlar ned och de andra frågar om Gunnar är hemma. "Det endaste jag vet", svarade mannen, "är att hans atgeira var hemma." Så faller han ner död.
I Gisle Surssons saga är det en lakonisk episod var en fredlös har dräpt den ena av två män som förföljde honom in i skogen. Då den överlevande kommer ut ur skogen påpekar han för sina vänner att det var rent besvärligt att bana sig väg mellan träden. Eller i Grette Asmundssons saga när Grettes bror Atle får ett spjut genom sig och konstaterar sakligt att det har blivit ganska populärt med dessa bredbladiga spjut innan han faller omkull.
Sagalitteraturens karaktäristiska spår sett från en litterär ståndpunkt pekar fram mot modern hårdkokt kriminallitteratur. Inte minst de renskurna meningarna i Ernest Hemingways romaner befäster fiktionens första regel: "Show it, don't tell it!" (Visa det, förklara det inte!). Sagornas till synes enkla tillstånd kräver faktiskt en mer uppmärksam läsare. Ett enda ord kan ha stor betydelse för den vidare handlingen. Motsvarande ser man att många författare oavsett genre vänder tillbaka till sagalitteraturen för att skärpa och slipa sin littererära stil, exempelvis Roy Jacobsen.

### Drömmar och öden

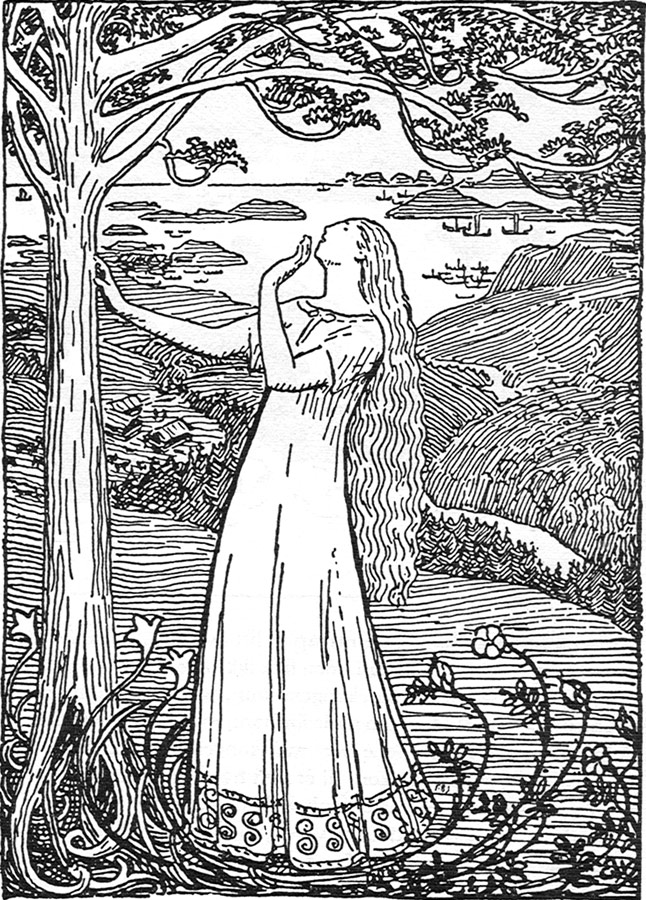
Drottning Ragnhilds dröm.

I Halvdan Svartes saga låter Snorre Sturlasson drottning Ragnhildur Sigurðardóttir ha Norges historias viktigaste dröm. "Drottning Ragnhild drömde stora drömmar. Hon var en klok kvinna," skriver han. Hon drömde om ett stort träd som växte från en törne till det sträckte sig ut över hela landet och utanför Norges gränser. Drömmen tolkades som att den bildar förutsättning för samtliga av Snorres konungasagor och är på samma gång hans stora självpålagda uppgift, att visa att Halvdan Svartes ätt hade en säregen konungsrätt till Norge. 
De flesta sagorna inleds med en spådom om vad som kommer att ske, gärna i form av en illavarslande dröm. Drömmen har snarare en berättarteknisk funktion för att ge historien en ansats än att öppna för psykoanalytisk drömtydning, fastän det finns nog av sagogestalter som tolkar drömmarna. Drömmarna är av den enkla sorten: de förutser död och otrivsel, och bildmässigt är det icke mer komplicerat än att fienden uppträder som ett farligt djur. I Gunnlaug Ormstungas saga antyder Torsteins dröm ett längre handlingsförlopp, och Torstein har en norrman till att tyda den för sig: "Om jag talar om drömmen för dig, så skall du säga vad den betyder" Efter att drömmen har berättats får Torstein tolkningen. "Nu har jag tytt din dröm, och jag tror, att så kommer det gå." Torstein gillar inte tolkningen: "Illa har du tytt drömmen och ovänskapligt" svarar han.
Drömmar verkar komma till dem som redan har särskild grund till att frukta för sitt öde och drömmarna delar denna insikt med läsaren. Det som är spått att ske, det kommer också att ske. Således är drömmen ett sätt att framställa vidskepligheten i konstnärliga vändningar. Tron på att ödet är styrt och satt en gång för alla går som en röd tråd genom alla sagor. Drömmar och vidskeplighet knyter samman två sidor av samma sak.
Vidskeplighet är inte gudstro. Det inte gudarna som griper in i människornas liv. Tron på ödet är en hednisk tankegång som bor djupt i människorna trots att de är kristna. Kristendomen sticker inte djupt hos sagomänniskorna. De två trosformerna, forntidens seder (hedenskapen) och kristendomen, följde varandra tätt, men var likaså vanskliga att förena som kallt vatten och smält bly, så som Halldór Laxness uttryckte det. 
Människorna kan inte be eller offra till en himmelsk makt för att undgå öden som är oundvikliga och ohandgripliga. Sagalitteraturens kalla och objektiva handlingsreferat understryker ödets etiska grepp, men ödet är mer fataliskt än deterministiskt. Innanför en fastlagd ram finns det ett litet rum för handling och ändring, men när den är ändlig, kan man som nordmannen Gisle i Gisle Surssons saga med ro slå fast att "Så ska det nu vara." I ödet ligger det en möjlighet för de som är underlagts den. De är dömda till att gå till grunden, men de har ett val: de kan möta ödet ynkliga och handlingsförlamade, eller gå det till mötes med ett lyftat huvud. Om det sista väljs har han levt upp till sagans etiska mansideal: döden är ändlig, men eftermälet lever för evigt.
I vissheten om att man kan möta döden såsom minnet om en själv skall leva kan man, liksom Gisle Sursson, faktiskt finna en frihet och lättnad när de plågsamma drömmarna har visat att slutet har kommit. Den sista kampen är då en uppvisning av mod och stolthet till att kränka motståndarens ära genom att göra det så vanskligt som möjligt för dem, hela 14 man, att ta livet av honom. När tarmarna flyter ut, håller han dem på plats genom att strama åt bältet, och kämpar vidare på sina knän intill sin död. Det enda som förtäljer är eftermälet som i Hávamál träffande uttryckte det i versrad 76:
| Norrønt:                                                                                      | Norsk översättning:                                                                                | Svensk översättning:                                                                                  |
| Deyr fé, deyja frændr, deyr sjalfr it sama, en orðstírr deyr aldregi hveim er sér góðan getr. | Fe dør, frender dør, en selv dør på samme vis; men ordets glans skal aldri dø i ærefult ettermæle. | Fä dör, fränder dör, en själv dör på samma vis; men ordets glans skall aldrig dö i ärofyllt eftermäle |

### Blodshämnd och ära

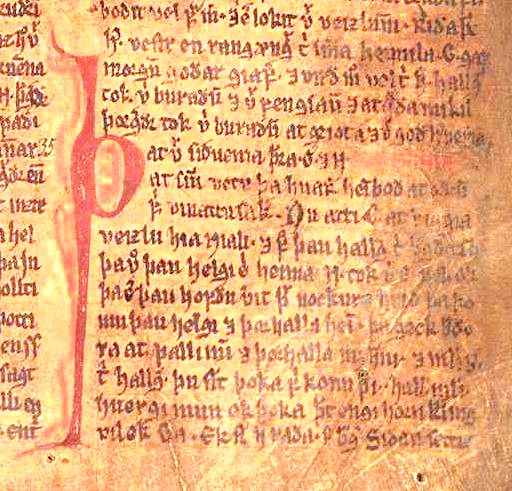
Avsnitt från Njáls saga i Möðruvallabók (AM 132 fol.13r) omkring år 1350.

Sagalitteraturen verkar vara koncentrerad runt väldiga konflikter, men den dyrkar aldrig våldet i sig. Bärsärkar och mördare får liten plats i berättelserna, med undantag för Egil Skallagrimsson som passar dåligt in i de flesta sammanhang. Sagans huvudpersoner vägrar i det längsta att tillgripa våld, och när de gör det är det en fråga om mänsklig värdighet. Det fornnordiska samhället var inte ett rättslöst samfund varken före eller efter kristendomens ankomst. Man kunde ta upp orätt och oenighet vid tinget och få en dom, men det var ingen rättsinsats som kunde tvinga igenom domen. Det var upp till somliga att göra domen giltig. Lagen sa däremot ingenting om hämnd. Hämnd styrdes av andra, men lika fullt rationella principer. 
Hederligt handhavande krävde att en man med ära måste ge ljus över ett dråp innan tre dagar, annars borde det betraktas som mord. Dråp gjorda i skydd av mörkret, náttvíg – nattdråp, var ärelöst. En så ärelysten hållning kunde också ge underliga resultat, något som ett exempel från Egils saga visar. Efter att ha varit i viking och härjat berättat sagan om att de om natten hade rövat en gård, men på väg tillbaka till skeppen säger Egil: "Det här var en usel färd och ovärdig vikingar. Här har vi stulit bondens ägodelar utan att han vet av det. En sådan skam skall aldrig hända oss. Nu går vi tillbaka till gården och låter dem veta vad som står på." Han drar så tillbaka och sätter fyr på gården. 
Ära är ett etiskt nyckelord i sagorna som upplevs konkret. Sagornas personer kunde inte rå över ödet, men äran kunde de påverka, och således bärga eftermälet. Utan ära kunde man inte existera. Stod man inte upp för sin egen ära dömde man inte bara sig själv utan också hela ätten. I sagorna blir individens ära utsatt för en rad prövningar. I den stora och komplexa Njáls saga har Gunnar från Lidarende länge undgått att slå tillbaka mot sina motståndare. På ett ställe säger han: "Jeg vet ikke om jeg er mindre modig enn andre selv om jeg har vanskeligere enn andre å drepe."?
Den sällsynta självinsikten kan påminna om kristendomens krav på mildhet och att avstå från hämnd. Men när hans motståndare rider över honom när han är ute på åkern, och värre, sprider ryktet om att han grät då det skedde, då har inte Gunnar längre något val. Han kan inte leva med skammen. Underlåter han att ge igen är han ärelös och motståndarna har fått rätt. Han måste dra ut och slå ihjäl dem.

### Kvinnor att dö för

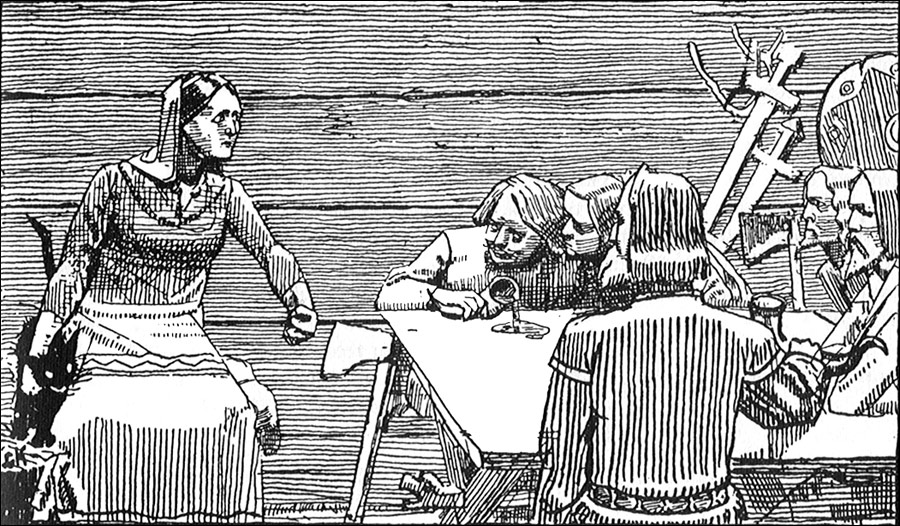
Mor Gunnhild eggar sina söner, teckning av Christian Krohg i Snorres Eiriksønnenes saga.

Om männen underlät att hämnas orätter och dräpa stod det ofta kvinnor bakom som eggade dem. Många av sagokvinnorna uppmanade sina män till hämnd och dråp. Det är många hårda kvinnor som uppträder i sagalitteraturen, något som återspeglas i den kultur de finns i. När en kvinna gifte sig tog hon ledningen över hushållet och bar nycklarna i bältet som ett tecken på sin auktoritet. Kvinnorna i Njáls saga, en höjdpunkt inom sagalitteraturen, drar fördel av denna makt. Bergtora, Njáls hustru, talar fritt om sin maktposition: "Jag är Njáls hustru, och jag har lika mycket att säga när det gäller husfolk som honom." 
Hallgjerd, Gunnar från Lidarendes kvinna, är en stolt, farlig och nyckfull kvinna. Gunnar och Njál är vänner, men det hindrar inte Hallgjerd och Bergtora att starta världslitteraturens kanske mest berömda grannfejd. Kvinnornas ovänskap leder till det ena mansdråpet efter det andra, hela sju män dör för dessa kvinnor medan deras maktlösa äkta män, Gunnar och Njál, betalar bot för dråpen, vilket leder till att både vänskapen och ätterna lider tungt.
I Laxdalingarnas saga hetsar Gudrun sina bröder till dråp genom att beskylla dem för omanlighet och att varken duga till gott eller ont: "Efter den hån och skam som den Kjartan har tillfört er ligger ni och sover..."
När Hallgjerd får en man till att dikta en niddikt mot Njál, den skägglösa gubben, som hon försmädligt kallar honom, begagnar Bergtora hårda ord mot sina söner för att egga dem. Sonen Skarphedin försöker att skratta bort moderns beskyllningar, men samma natt drar de ut och dräper niddiktaren.
När Hildegunn visar en kappa fylld med blod för Flose, han som lett bränningen av Njáls hus, ropar han ut i förtvivlan: "Du vill att vi skulle gå till ett verk som kommer bli det värsta för oss alla! Och anropa era kvinnors råd!" Det är ett fåfängt rop, för han vet precis vad som ska till.
Kvinnor beskrivs med få ord i yttre beskrivningar. Istället är det i handlingen och dialogen som sagornas kvinnor framställs, och då både fagerrika och nyanserade. Även om många av kvinnorna framställs som både ärelystna och kalla, problematiska och vanskliga, är inte denna bilden entydig. Kvinnan i Gisle Surssons saga står trofast vid sin mans sida efter att han blivit utlyst som fredlös och hjälper honom att gömma sig år efter år tills han dräps.
Njáls saga visar också en motsvarande sida av Bergtora när hon väljer att brinna inne tillsammans med sin man även om hon blivit erbjuden fri lejd. Det är en sammansatt bild av henne som visar både det gamla patriarkala kvinnoidealet vari ära och ätt kommer först, men också den kvinna som trofast ärar det äktenskap hon ingått.
Kanske en av de mest kampvilliga sagokvinnorna är Aud i Laxdalingarnas saga som önskar sig hämnd efter att äktemannen Tord har skiljt sig från henne, men ätten, det vill säga hennes bröder, underlåter att stå upp för henne. Då tar hon handfast grepp om hämnden själv. Hon klär sig i byxor och rider till mannens gård och hugger ned honom flera gånger medan han ligger och sover. "Så stack hon så hårt att svärdet blev stående i sängen. Så gick Aud bort, fann hästen, hoppade upp på ryggen och red hem med så gjort." Efter ger bröderna henne erkännande för att ha återupprättat äran. 

## Sagalitteraturens genrer

### Historier och konungasagor
Ingen skrymmer liksom Snorre Sturlasson i fornnordisk och europeisk litteratur. Snorre var både skald, historiker, sagoförfattare och politiker, och den sistnämnda verksamheten kom att leda till hans död. Han samlade hela den fornnordiska litteraturen till sina sagor om de norska kungarna under namnet Heimskringla. Likväl var det också andra verk som Snorre byggde på. Det är en paradox att landet Norge som låg längst norrut av alla de europeiska nationerna, kanske det minst civiliserade av dem alla, är det som efter sina förutsättningar har den rikaste skriftkulturen från den tiden. I jämförelse låg både Sverige och Skottland i fornålderns mörker fram till slutet av 1200-talet.

### Islänningasagor

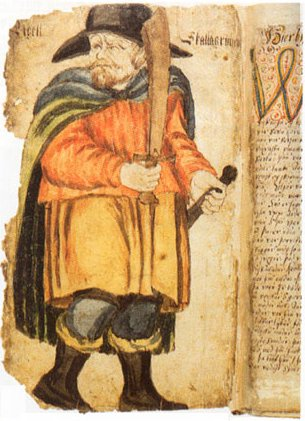
Egil Skallagrimsson fran en volym av Egils saga från 1700-talet.

Islänningasagor eller ättesagor både skrevs på Island och utspelar sig där, även om de stundom närmar sig konungasagorna innehållsmässigt. Trots att de hade samma kulturella grund är de 29 överlevande islänningasagorna väldigt olika varandra. Egils saga är ett mäktigt epos om en komplicerad skald och bärsärk, grym som människa, större än livet som poet. Njáls saga är kanske den rikaste av alla sagorna, ett koncentrerat drama med fint utmejslade människoskildringar i ett större persongalleri med tragiska skepnader, fastän inte berättad utan humor och ironi. Minnesvärda repliker är ofta islänningasagans varumärke, som när Þormóðr Kolbrúnarskáld i Fostbrödrasagan river ut en pil från bröstet så att delar av hjärtat följer med och suckar, "Kungen har närt oss väl, fet är jag ännu om hjärterötterna."
Se också Þáttr, vilket är korta islänningasagor.

### Fornaldarsagor och lögnesagor
De isländska ättesagorna, även de mest litterära, gjorde alltid anspråk på att vara historiska, men med ‘Fornaldarsagorna’ var avsikten den raka motsatsen. Fornaldarsagorna var bara till för underhållning och hämtade sin tematik från tiden före Harald Hårfager. I utgångspunkten var det en historisk kärna, följd av fantastiska resor till fjärran städer. Antagligen följer denna berättartraditionen norrmännen till Island under Landnámstiden. En del finns som þættir, korta berättelser, i vanliga sagor. Äventyrsdragen finns i de så kallade 'lögnesagorna', som kung Sverre Sigurdsson sa var de allra roligaste. Det är stundom vanskligt att dra ett skarpt streck mellan fornaldar- och lögnesagor eftersom båda är präglade av fantastiska element, men de sista var ändå mer utpräglad fantastiska och hade mer inslag av frimodig erotik (Bósa saga ok Herrauðs är det bäste exemplet härpå) och trolldom, och inte minst enastående hjältar.

### Kristna sagor
Den mesta av den religiösa prosan på fornnordiska språk var i stort sett översättningar: Postola sögur (Apostlasagor), Heilagra manna sögur (Sagor om heliga män) och andra. Som tillägg finns Gammel norsk homiliebok från ca 1200, den äldsta bevarade handskriften med norskt ursprung som inkluderar Stavkirkeprekenen. Delar av konungasagorna är i realiteten också kristna sagor, speciellt helgonabiografin om Olav den helige. Runt 1170 skrevs det en större legendsamling om honom på latin, kanske av ärkebiskop Øystein Erlendsson, Passio et miracula beati Olavi och som spreds över hela Europa.

### Hovlitteratur
Även om man inkluderar skrifter som har gått förlorade i historiens mörker var det litterära livet i Norge inte av samma kvalitet som på Island, men ändå blev inflytandet från Europa märkbart under 1200-talet. Håkon Håkonsson markerade vändpunkten och var en pådrivare till att få kontinental medeltidslitteratur översatt, bland andra riddardiktningen som återberättades som sagor. De romantiska riddarsagorna var annorlunda än de fornnordiska sagorna, konstfärdiga och ofta sentimentala, och med detta följer också andra höviska ideal. Dessa ideal kom också till synes i Konungs skuggsjá, kanske den enda litterära höjdpunkten från norsk medeltid.

### Andra sagor
En del sagor låter sig inte placeras in i de ovanstående kategorierna. Bland dessa finns:
- Jomsvikingasagan
- Orkneyinga saga
- Färingasagan
- Gutasagan eller Gotlands saga

## Sensagor
Om man frigör sig från tidsdefinitionen, finns det flera exempel på att sagan som litterär genre används i muntlig berättartradition långt efter sagotiden, jämför ättesagorna om Villændene från Hol i Hallingdal och sagorna om Olav Mannslagar från Seljord i Telemark. De nämnda sagorna skrevs ned efter muntlig berättartradition i senare tid, och handlar om folk och hedningar på 1600- och 1700-talet.
Sagor som litterär genre finns fortfarande kvar, och representeras av bland annat Vera Henriksen.